# Шкулкі
Шкулкі (пол. Szkółki) — село в Польщі, у гміні Роґово Жнінського повіту Куявсько-Поморського воєводства.
У 1975-1998 роках село належало до Бидгощського воєводства.